# Lewia scrophulariae
Lewia scrophulariae är en svampart som först beskrevs av Jean Baptiste Desmazières, och fick sitt nu gällande namn av M.E. Barr & E.G. Simmons 1986. Lewia scrophulariae ingår i släktet Lewia och familjen Pleosporaceae.  Arten är reproducerande i Sverige. Inga underarter finns listade i Catalogue of Life.